# Campionat d'Espanya de trial 2013
La temporada de 2013 del Campionat d'Espanya de trial fou la 46a edició d'aquest campionat, organitzat per la Reial Federació Motociclista Espanyola. El calendari oficial constava de 5 proves puntuables, celebrades entre el 3 de març i el 17 de novembre. 2 de les proves programades es disputaren als Països Catalans: Eivissa (3 de març) i Cal Rosal (17 de novembre).

## Classificació final
| Posició | Pilot             | Motocicleta | Punts |
| ------- | ----------------- | ----------- | ----- |
| 1       | Toni Bou          | Montesa     | 100   |
| 2       | Adam Raga         | Gas Gas     | 79    |
| 3       | Albert Cabestany  | Sherco      | 75    |
| 4       | Jeroni Fajardo    | Beta        | 58    |
| 5       | Jorge Casales     | Gas Gas     | 51    |
| 6       | Pere Borrellas    | Gas Gas     | 46    |
| 7       | Pol Tarrés        | Sherco      | 45    |
| 8       | Francesc Moret    | Gas Gas     | 35    |
| 9       | Daniel Oliveras   | Ossa        | 31    |
| 10      | Gianluca Tournour | Gas Gas     | 21    |

## Categories inferiors

### TR2
| Posició | Pilot         | Motocicleta | Punts |
| ------- | ------------- | ----------- | ----- |
| 1       | Jaime Busto   | Beta        | 109   |
| 2       | Oriol Noguera | JTG / Ossa  | 97    |
| 3       | Marc Prat     | ?           | 81    |

### TR3
| Posició | Pilot             | Motocicleta | Punts |
| ------- | ----------------- | ----------- | ----- |
| 1       | Marc Horrach      | Sherco      | 137   |
| 2       | Rafael Latorre    | Beta        | 123   |
| 3       | Adrián Artidiello | Gas Gas     | 77    |

### Altres
| Categoria   | Guanyador        | Motocicleta |
| ----------- | ---------------- | ----------- |
| TR4         | Jesús Fuentes    | Gas Gas     |
| Júnior      | Arnau Farré      | Beta        |
| Cadet       | Gabriel Giró     | Beta        |
| Juvenil 125 | Gabriel Marcelli | Gas Gas     |
| Juvenil 80  | Rodrigo Marchal  | Gas Gas     |

## Classificació per marques

### TR1 - TR2
| Posició | Marca   | Punts |
| ------- | ------- | ----- |
| 1       | Sherco  | 283   |
| 2       | Beta    | 246   |
| 3       | Gas Gas | 204   |
| 4       | Montesa | 169   |

### Júnior
| Posició | Marca   | Punts |
| ------- | ------- | ----- |
| 1       | Beta    | 285   |
| 2       | Gas Gas | 253   |
| 3       | Sherco  | 75    |